# Спрощений алгоритм з обмеженням пам'яті
Спро́щений алгори́тм A* з обмеже́нням па́м'яті (англ. «SMA* (Simplified Memory-Bounded A*) algorithm») — це варіант A* пошуку з обмеженою пам'яттю.

## Основна ідея алгоритму
Якщо немає вільного місця, відбирати найменш перспективний вузол з черги, але й відстежувати найкраще забуте значення предка вузла.

## Властивості
- Повний — якщо d (глибина оптимального вузла в дереві пошуку) менша за обсягом пам'яті (виражений у вузлах)
- Оптимальний — якщо це рішення можна досягнути

## Принцип роботи
Алгоритм SMA* діє повністю аналогічно пошуку A*, розгортаючи найкращі листові вузли до тих пір, поки не буде вичерпана доступна пам'ять. З цього моменту він не може додати новий вузол до дерева пошуку, не знищивши при цьому старий. В алгоритмі SMA* завжди знищується найгірший листовий вузол (той, який має найбільше оцінки). Як і в алгоритмі RBFS, після цього в алгоритмі SMA* значення забутого (знищеного) вузла резервується в його батьківському вузлі. Завдяки цьому предок забутого піддерева дозволяє визначити якість найкращого шляху в цьому піддереві. Оскільки є дана інформація, в алгоритмі SMA* піддерево відновлюється, тільки якщо виявляється, що всі інші шляхи виглядають менш перспективними у порівнянні з забутим шляхом.

На зображенні продемонстровано приклад роботи алгоритму для дерева з трьох вузлів, який реалізовано за вісім кроків.
Якщо всі листові вузли мають однакове f-значення оцінки? В такому разі може виявитися, що алгоритм вибирає для видалення і розгортання один і той самий вузол. В алгоритмі SMA* ця проблема вирішується шляхом розгортання найновішого найкращого листового вузла і видалення найстаршого найгіршого листового вузла. Ці два вузли можуть виявитися одним і тим самим вузлом, тільки якщо існує лише один листовий вузол; в такому випадку поточне дерево пошуку повинно являти собою єдиний шлях від кореня до листового вузла, що заповнює всю пам'ять. Це означає, що якщо даний листовий вузол не є цільовим вузлом, то рішення недосяжно при доступному обсязі пам'яті, навіть якщо цей вузол знаходиться на оптимальному шляху вирішення. Тому такий вузол може бути відкинутий точно так само, як і в тому випадку, якщо він не має нащадків.

## Алгоритм пошуку SMA* можна представити у вигляді псевдокоду
```
function
 SMA-star(problem): path
 queue: set of nodes, ordered by f-cost;
 begin
 queue.insert(problem.root-node);

 
while
 True 
do
 begin
   
if
 queue.empty() 
then
 
return
 failure;
   node := queue.begin();
 // мінімальне f-значення вузла

   
if
 problem.is-goal(node) 
then
 
return
 success;

   s := next-successor(node)
   f(s) := max(f(node), g(s) + h(s))
   
if
 no more successors 
then

     
update
 node-s f-cost 
and
 those of its ancestors if needed

   
if
 node.successors ⊆ queue 
then
 queue.remove(node);
   
if
 memory is full 
then
 begin
     badNode := queue.popEnd();
 // видаляємо вузли з найвищим f-значенням з черги

     
for
 parent in badNode.parents 
do
 begin
       parent.successors.remove(badNode);
       
if
 needed 
then
 queue.insert(parent); 
     
end;

   
end;

   queue.insert(s);
 
end;

end;
```

## Застосування
З точки зору практики алгоритм SMA* цілком може виявитися найкращим алгоритмом загального призначення для пошуку оптимальних рішень, особливо якщо простір станів являє собою граф, вартості етапів не однакові, а операція формування вузлів є більш дорогою в порівнянні з додатковими витратами супроводу відкритих і закритих списків.
Однак при вирішенні дуже складних завдань часто виникають ситуації, в яких алгоритм SMA* змушений постійно перемикатися з одного шляху вирішення на інший в межах множини можливих шляхів вирішення, і в пам'яті може поміститися тільки невелика підмножина цієї множини. В такому випадку на повторне формування одних і тих же вузлів витрачається додатковий час, а це означає, що завдання, які були б фактично можна вирішити за допомогою пошуку А * при наявності необмеженої пам'яті, стають важковирішуваними для алгоритму SMA*. Іншими словами, через обмеження в обсязі пам'яті деякі завдання можуть ставати важковирішуваними з точки зору часу обчислення. Хоча відсутня теорія, що дозволяє знайти компроміс між витратами часу і пам'яті, створюється враження, що часто уникнути виникнення цієї проблеми неможливо. Єдиним способом подолання такої ситуації стає часткова відмова від вимог до оптимальності рішення.